# 21 décembre dans les chemins de fer
21 novembre 21 janvier
Chronologies thématiques
- Croisades
- Sports
- Disney

Cette page concerne les événements qui se sont déroulés un 21 décembre dans les chemins de fer.

## Événements

### XXesiècle
- 1992. France : ouverture de la gare du RER A Bussy-Saint-Georges.

- 1993. France : déraillement d'un TGV aux alentours d'Ablaincourt-Pressoir.